# Odynerus schindleri
Odynerus schindleri är en stekelart som beskrevs av Guiglia. Odynerus schindleri ingår i släktet lergetingar, och familjen Eumenidae. Inga underarter finns listade i Catalogue of Life.